# Перетворення (театр)
Театр Володимира Завальнюка «Перетворення» — приватний київський український театр.

## Історія
Театр Володимира Завальнюка протягом багатьох років виступає у різних організаційних формах та під різними назвами. Спочатку це був колектив акторів однодумців, що сформувався в середині 1990-х на чолі з Володимиром Завальнюком, який на той час вже мав достатній досвід діяльності актором та режисером як в Україні, так і за кордоном.
Неодноразово здобували визнання глядачів та нагороди престижних міжнародних фестивалів такі роботи колективу як «Український вертеп», «Саломея» О. Уайльда, «На полі крові» й «Лісова пісня» Лесі Українки та інші.
Новий організаційний і творчий етап у житті колективу пов'язаний із заснуванням в 2010 році громадської організації «МАМАЙ» (Мобільна Аґенція Мистецьких АкціЙ), основним творчим підрозділом якої став театр-студія Володимира Завальнюка.
Знаковими для цього етапу стали вистави «На спільнім шляху / Бир йолу (Бир ёлу)» (2010, за п'єсою К. Булкіна — для молоді та старшокласників на тему українсько-кримськотатарських відносин) та «Жанна д'Арк. Дисконт?..» (за п'єсою Ж. Ануя «Жайворонок»), прем'єра якої з великим успіхом відбулася на малій сцені палацу «Україна» 23 і 24 березня 2012 року.
До моменту офіційної реєстрації театрального колективу на початку 2015 року — як "Театру Володимира Завальнюка «Перетворення» — в його доробку налічувався вже репертуар із 10 вистав для дорослих та 11-ти для дітей.

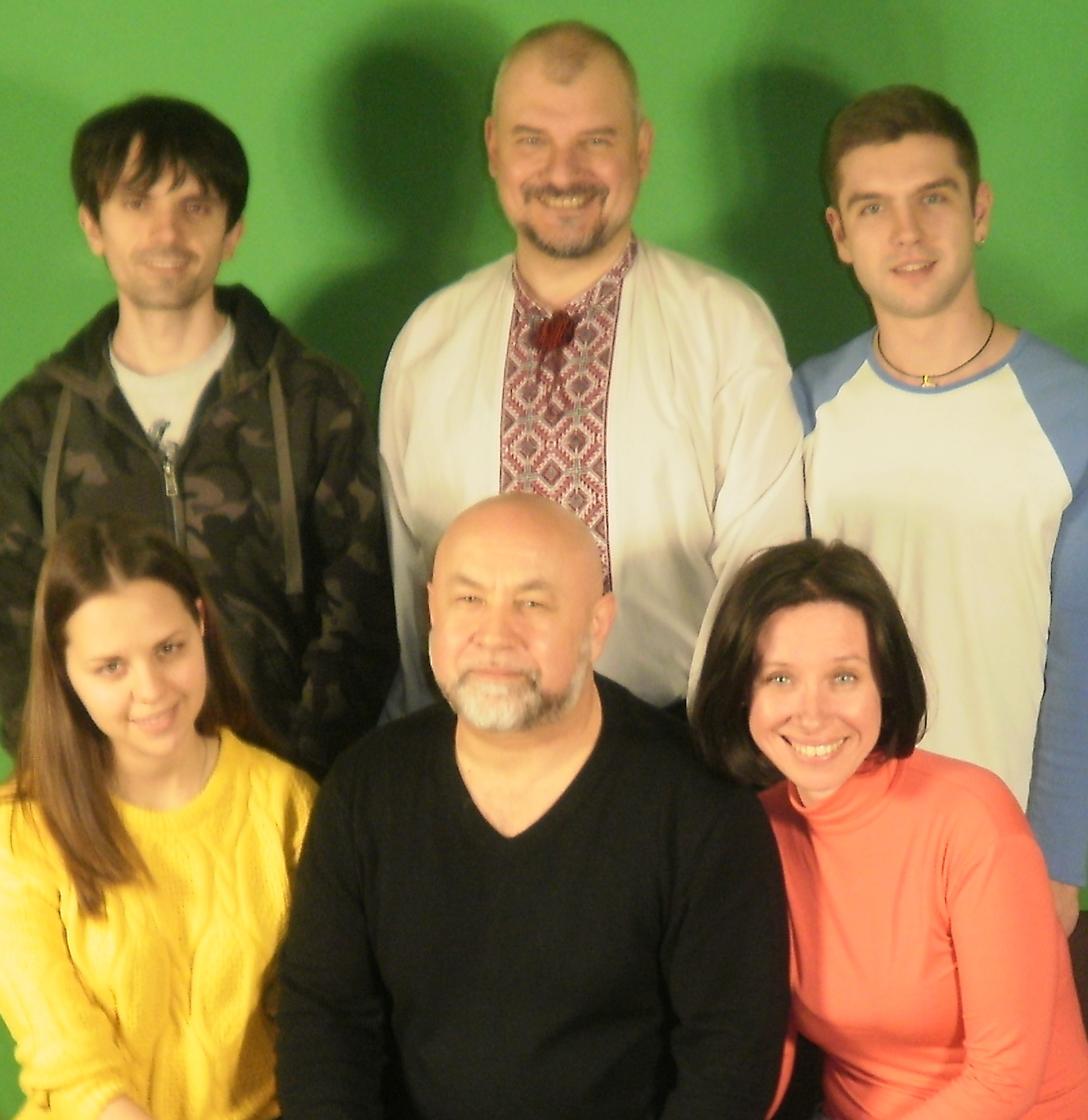
Основний склад театру «Перетворення» (справа наліво): сидять — Г. Яремчук, В. Завальнюк, О. Мотовилова; стоять — В. Євтушенко, К. Булкін, Д. Шпак (2015)

Театр наразі немає свого приміщення — вистави відбуваються в одному з павільйонів київської кіностудії ім. О. Довженка та на малій сцені палацу «Україна».

## Колектив
Основний склад театру
- Володимир Завальнюк, головний режисер, актор;
- Кирило Булкін, актор, директор театру;
- Ганна Яремчук, акторка;
- Олена Мотовилова, акторка;
- В'ячеслав Євтушенко, актор;
- Дмитро Шпак, актор;
- Ольга Повознюк, акторка;
- Володимир Федорів, актор;
- Іван Завальнюк, звукорежисер.

З театром співпрацюють
- Геннадій Попенко, актор;
- Людмила Барбір, акторка;
- Марина Оснач, художниця;
- Поліна Омельченко, художниця;
- Ганна Євтушенко, художниця.

## Репертуар
Репертуар для дорослих
- «Саломея» О. Уайльда;
- «На спільнім шляху / Бир ёлу» К. Булкіна;
- «Жанна д'Арк. Дисконт?..» Ж. Ануя;
- «Гамлет» В. Шекспіра;
- «Приборкання норовливої» В. Шекспіра;
- «Великий льох» Т. Шевченка;
- «Третя молитва» Я. Верещака;
- «Король Лір» В. Шекспіра;

- «Маленький принц» А. де Сент-Екзюпері;
- «Український вертеп»

Репертуар для дітей
- «Душа-русалонька» (за казкою Г. Х. Андерсена)
- «Маленький принц» А. де Сент-Екзюпері;
- «Казкове перехрестя» (мюзикл про правила дорожнього руху);
- «Вертеп» (за мотивами старовинного українського вертепу);
- «Снігова королева» (за казкою Г. Х. Андерсена) Є. Шварца;
- «Кресало» (за мотивами казки Г. Х. Андерсена);
- «Ах, який я молодець!» (за мотивами української народної казки «Колобок»);
- «Мандрівка Дощинки» (за казкою О.Ільченка);
- «Про силу характерницьку, татарського богатиря Ахмеда і Грицька Кобилячу смерть» (за казкою Сашка Лірника);
- «Увага… Уява… Казка!» (за мотивами української та кримськотатарської народних казок)
- «Коза-Дереза» (за мотивами української народної казки)

## Нагороди
- Диплом ІІ-го Міжнародного фестивалю театрів ляльок «Інтерлялька-92» (За найкращу чоловічу роль.) (Ужгород, Україна, 1992);
- Диплом Міжнародного фестивалю "ONE MAN SHOW "(Театр одного актора) (Молдова, 1999);
- Подяка фестивалю «Тиждень сучасної української драматургії-2000» (Біла Церква, 2000);
- Диплом (1-ше місце) VII Міжнародного фестивалю (Ботошані, Румунія, 2000);
- Диплом ІІ-го Міжнародного фестивалю моновистав «Відлуння» (Київ, Україна, 2001) ;
- Диплом IV Міжнародного Фестивалю античних мистецтв «Боспорські Агони» (Керч, 2002);
- Диплом Другого фестивалю витончених мистецтв «Амплуа» (Київ, 2014).